# Andreas Vollenweider
Andreas Vollenweider (Zúrich, Suiza - 4 de octubre de 1953) es un músico cuya obra está considerada dentro de los siguientes géneros: world music, jazz, new age o incluso música clásica. Dos de sus álbumes alcanzaron el número uno simultáneamente en las categorías de clásica, jazz y pop durante varias semanas. Su principal instrumento es el arpa eléctricamente modificada con un diseño propio, pero también toca otros instrumentos. Sus composiciones y música son principalmente instrumentales.
Políticamente, Andreas Vollenweider se declara un convencido pacifista, seguidor de los principios de la "no violencia". En su website difunde ideas contrarias a la pasada guerra en Irak. Su música se ha utilizado en todo el mundo como fondo musical para distintos comerciales, spots de televisión, eventos deportivos, documentales, etcétera. Antes del nacimiento de Televisión Azteca, en 1993, se utilizó hasta bien finalizada la década de los años 1990, el tema musical que cerraba cada una de las emisiones de A Quien Corresponda, "Dancing With the Lion", pagando Imevisión desde 1990 las regalías generadas por su utilización, práctica ésta que sigue su sucesora, TV Azteca.

## Colaboraciones
Ha trabajado junto a variados y destacados artistas, entre ellos Bobby McFerrin, Carly Simon, Djivan Gasparyan, Luciano Pavarotti, Ladysmith Black Mambazo, Carlos Núñez, Ray Anderson y Milton Nascimento.

## Premios y reconocimientos
Entre otros, ha recibido los siguientes:
- 2007 Tercera nominación a los Grammy por The Magical Journeys of Andreas Vollenweider.
- 1987 Recibe un Grammy por el álbum Down To The Moon.

## Discografía
Entre otras, ha publicado las siguientes obras:
- Slow flow & Dancer (2022)
- Quiet Places (2020)
- Air (2009)
- The Magical Journeys of Andreas Vollenweider (2006)
- Midnight Clear (2006)
- Vox (Europa, 2004; EUA y Canadá, 2005)
- The Storyteller (2005)
- The Essential (2005)
- Magic Harp (2005)
- Cosmopoly (1999, reeditado 2005)
- Kryptos (1997, reeditado 2005)
- Andreas Vollenweider & Friends - live... (1994)
- Eolian Minstrel (1993)
- Book of Roses (1991, reeditado 2005)
- Traumgarten, junto a su padre (1990)
- Dancing with the Lion (1989, reeditado 2005)
- Down to the Moon (1986, reeditado 2005)
- White Winds (1984, reeditado 2005)
- Pace verde (1983)
- Caverna Mágica (1982, reeditado 2005)
- Behind the Gardens, Behind the Wall, Under the Tree... (1981, reeditado 2005)
- Eine Art Suite in XIII Teilen (1979)